# Jacob-Bellecombette
Jacob-Bellecombette là một xã thuộc tỉnh Savoie trong vùng Rhône-Alpes ở đông nam nước Pháp. Xã này nằm ở khu vực có độ cao từ 290-576 mét trên mực nước biển.